# Сервет Авзиу
Сервет Авзиу (на албански: Servet Avziu; на македонска литературна норма: Сервет Авзиу) е политик от Северна Македония от албански произход.

## Биография
Авзиу е роден в тетовското село Мала речица на 1 октомври 1946 година. Завършва през 1969 година Земеделско-горския факултет в Скопие. Става секретар по земеделството на Изпълнителния съвет на Събранието на община Тетово. После е директор на Центъра за насърчаване на индивидуалното земеделие в Тетово. За известно време е новинар в РТВ Скопие и ръководител на Представителството на ОП „Еренику комерц“– Скопие в Тетово. През 1992 година става министър без ресор, а после е посланик в Хърватска.